# Third Woman Press
Third Woman Press (TWP) es un foro editorial comprometido con políticas y proyectos decoloniales feministas y queer de color. Fue fundado en 1979 por Norma Alarcón  en Bloomington, Indiana. Su objetivo era crear una nueva clase política en torno a la sexualidad, la raza y el género. Alarcón escribió que «Third Woman es un foro para la autodefinición y la autoinvención, que es más que reformismo, más que rebelión. El título Third Woman se refiere a esa realidad preordenada en la que hemos nacido y que seguimos viviendo, experimentando y presenciando, a pesar de los esfuerzos por cambiar...». 
La imprenta cerró en 2004 por falta de fondos y energía. Fue reinaugurado en 2011 por Alarcón con la ayuda de Christina L. Gutiérrez y Sara A. Ramírez.   
TWP fue revivido para honrar y continuar el legado de las publicaciones de mujeres de color. También ha publicado obras de mujeres de color notables como Living Chicana Theory (1998) de Gloria Anzaldúa, The Sexuality of Latinas (1993) de Cherrie Moraga , Chicana Lesbians: The Girls Our Mothers Warned Us About (1991) de Carla Trujillo , Writing Self, Writing Nation: A Collection of Essays on Dictee by Theresa Hak Kyung Cha (1994) de Theresa Hak Kyung Cha y The Sexuality of Latinas (coeditora, con Norma Alarcón y Cherríe Moraga) (1993) de Ana Castillo. 
TWP cree que el lenguaje, el arte y los medios son herramientas para crear un cambio social dinámico. Las herramientas amplían el acceso al trabajo de académicos y artistas activistas dedicados a la liberación de las injusticias históricas del colonialismo y el imperialismo.  También alientan a los lectores a colaborar con ellos para imaginar un mundo para las mujeres de color que incorpore a las mujeres migrantes, diaspóricas e indígenas tanto dentro como fuera de las fronteras nacionales de Estados Unidos. 

## Etapas tempranas
En 1979, Norma Alarcón, entonces estudiante de posgrado en el Departamento de Español y Portugués de la Universidad de Indiana, asistió al Taller de Escritoras Latinas del Medio Oeste. Estuvieron presentes otras escritoras latinas como Sandra Cisneros y Ana Castillo. En el taller, las diez mujeres asistentes discutieron la falta de representación de autoras y voces latinas. Esta discusión, según Alarcón, fue el inicio de la Third Woman Press. 
En términos de apoyo financiero, Alarcón recibió fondos de la Universidad de Indiana pero, para asegurar la independencia del proyecto, consiguió financiación de varias unidades de la universidad. Debido a su carácter popular, Alarcón incluso tuvo que aprender a componer tipográficamente e hizo la mayor parte de la composición tipográfica para el primer número. 

## Reapertura
Debido a la falta de fondos y a la mala salud de Alarcón, Third Woman Press cerró en 2004. Sin embargo, en 2011 fue reabierto por Sara A. Ramírez y Christina L. Gutíerrez. En su artículo Publishing Work that Matters: Third Woman Press and its Impact on Chicana and Latina Publishing, Ramírez afirma que la generación de Alarcón fue la primera de “pensadoras chicanas que ayudaron a dar voz a los problemas de las mujeres de color”.  En consecuencia, Ramírez afirmó que sentía algún tipo de deber de continuar el trabajo de Alarcón y otras feministas chicanas y decidió revivir la prensa como un homenaje a las feministas de color.
Ramírez y Alarcón comenzaron a intercambiar correos electrónicos en marzo de 2011 y, después de que algunos desconocidos la alentaran, ella decidió preguntarle a Alarcón sobre la posibilidad de reabrir el proyecto. Alarcón le respondió a Ramírez: «Puedes adoptar a mi hijo. Por un lado, y por otro, generacionalmente hablando, podrías ser mi 'nieta' y 'heredera' de un proyecto interrumpido». Y accedió a guiar a Ramírez en su proyecto. 
Poco después, otras feministas de color se unieron a Ramírez y la ayudaron a crear páginas en las redes sociales, a vender libros en conferencias y, un año después de la reapertura, organizaron eventos para recaudar fondos en todo Estados Unidos. 

## This Bridge Called My Back
Considerada como una de las obras más notables de TWP, This Bridge Called My Back se publicó inicialmente en 1981 y luego fue republicada para su tercera edición por TWP en 2002. Todos los empleados que trabajaban en este proyecto eran voluntarios o pasantes. 

### Temas
This Bridge Called My Back abrió nuevos caminos y fue fundamental para introducir la interseccionalidad en el discurso feminista dominante. Explora la sexualidad, el racismo y la inmigración. El libro ha sido elogiado no sólo por destacar las diferencias entre las mujeres, sino por utilizar “... estas diferencias como catalizadores para el cambio personal y social”. 

### Uso de las artes visuales
Según el sitio web de TWP, el tercer número "...cobra vida aún más con la incorporación de arte visual de diecisiete reconocidas artistas de color".  Las imágenes, que son principalmente del mismo período que la fecha de publicación original del libro, fueron elegidas por Celia Herrera Rodríguez. Rodríguez escribió que las imágenes elegidas están ausentes del discurso académico sobre el arte en el posfacio del libro. Rodríguez continuó diciendo que las pocas veces que se da reconocimiento a estos textos, se los mira a través de una lente eurocéntrica. 

### Prólogo y bibliografía
Publicada poco después del ataque terrorista del 11 de septiembre, esta edición incluye un nuevo prólogo de Cherne L. Moraga que aborda el atentado. Moraga comentó sobre el aumento del patriotismo extremo, el odio musulmán y la negativa de Estados Unidos a reconocer los errores que llevaron a los ataques.  Moraga también escribe sobre el surgimiento de la interseccionalidad y el aumento de las mujeres de color como participantes prominentes en los movimientos sociopolíticos en el mismo prólogo. Termina su introducción afirmando que, a pesar del progreso social y político logrado desde que se publicó por primera vez, el racismo todavía existe. 
Esta edición de Bridge también agregó una bibliografía con obras publicadas por mujeres de color desde la publicación original del libro.

## Chicana Lesbians: The Girls Our Mothers Warned Us About
Publicada por TWP en 1991, Chicana Lesbians: The Girls Our Mothers Warned Us About es una antología editada y curada por la escritora lesbiana Carla Trujillo.

### Temas
Uno de los temas más destacados de la antología es la comida. Los autores utilizaron comidas típicas chicanas para representar el deseo sexual lésbico y hacer referencia a partes del cuerpo femenino. El carácter extraño de la comida chicana valida los deseos y sentimientos de las mujeres en un contexto chicano. 